# لوین (فینیکس)
لوین (به انگلیسی: Laveen) یک منطقهٔ مسکونی در ایالات متحده آمریکا است که در فینیکس، آریزونا واقع شده‌است.